# Veľké Orvište
Veľké Orvište este o comună slovacă, aflată în districtul Piešťany din regiunea Trnava. Localitatea se află la altitudinea de 164 m deasupra n.m., se întinde pe o suprafață de 3,84 km2 și în 2017 număra 1.069 de locuitori.

## Istoric
Localitatea Veľké Orvište este atestată documentar din 1113.

## Demografie
| An:                | 1994 | 2004   | 2014   | 2024   |
| ------------------ | ---- | ------ | ------ | ------ |
| Număr de persoane: | 952  | 1004   | 1073   | 1046   |
| Diferență:         |      | +5,46% | +6,87% | −2,51% |

| An:                | 2023 | 2024   |
| ------------------ | ---- | ------ |
| Număr de persoane: | 1029 | 1046   |
| Diferență:         |      | +1,65% |